# Nydia Lamarque
Nydia Lamarque (1906-1982) fue una poeta argentina. Además de publicar varios libros de poesía, fue abogada, activista y traductora. Estaba asociada al socialismo y los movimientos feministas. 

## Biografía

### Primeros años
Lamarque nació en Buenos Aires, Argentina y era de ascendencia francesa por parte de su padre. A los 12 años, comenzó a escribir poesía.  

### Poesía y traducción
En 1925, Lamarque publicó Telarañas, su primer libro de poesía. En 1927, publicó Elegía del gran amor. En 1930 se publicó su tercer trabajo, Los cíclopes: una epopeya en la calle Sucre. En 1950, publicó Acta de acusación de la vida, y en 1951, publicó Echeverría el poeta. 
Hablaba francés con fluidez y era conocida como una "traductora destacada de literatura francesa", traduciendo "el trabajo de Baudelaire, Racine, Rimbaud, Henri De Man, Adolfo Boschot y Héctor Berlioz". En 1948, publicó la primera traducción de Baudelaire en Argentina.

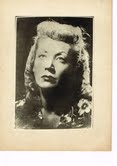
Lamarque, fotografiada alrededor de 1940.

### Carrera de derecho
Lamarque trabajó como abogada defensora y fue contratada por la Internacional Sindical Roja.

### Socialismo y feminismo
Lamarque estuvo involucrada en el grupo de Boedo, un "grupo de escritores de vanguardia", y fue miembro del Ateneo Femenino de Buenos Aires. También estuvo asociada con el Partido Comunista Argentino y "se preocupó por los problemas sociales". Se desempeñó como presidenta del Comité Argentino contra la Guerra y organizó la Conferencia Latinoamericana contra la Guerra en marzo de 1933.  
En julio de 1933, Lamarque publicó un artículo en la revista Contra, en el que argumentó que "el arte, como producto y síntesis de factores sociales, refleja la realidad de la sociedad" y que "el arte puro es la decadencia de la burguesía" y defendió el "triunfante arte proletario de la URSS".

### Recepción crítica
En 1925, Jorge Luis Borges escribió positivamente sobre el trabajo de Lamarque en español, comparándolo con el de Alfonsina Storni y diciendo que no tenía "la vaguedad ni la estridencia chismosa que esta Storni tiende a ofrecernos". Dedicó su colección de poesía, Fervor de Buenos Aires, a Lamarque.
En Literatura Argentina Contemporánea, el crítico literario Juan Pinto se refirió a Lamarque como "la poetisa con la voz más masculina de nuestra literatura".